# کریستیان د لا فوئنته
کریستیان د لا فوئنته (اسپانیایی: Cristián de la Fuente‎؛ زادهٔ ۱۰ مارس ۱۹۷۴) یک مهندس، بازیگر سینما و مدل اهل شیلی است.
از فیلم‌ها یا برنامه‌های تلویزیونی که وی در آن نقش داشته است می‌توان به بیسیک، راندن، خدمتکاران حیله‌گر اشاره کرد.